# Amberes
Amberes (en neerlandés: Antwerpen pronunciado /ˈɑntˌʋɛrpə(n)/ⓘ; en francés: Anvers), antiguamente conocida como Antuerpia, es una ciudad belga, la capital de la homónima provincia de Amberes, en Flandes. Tenía 520 504 habitantes en 2017, que la hacen la ciudad más poblada de la región flamenca, y con 1,2 millones de la región metropolitana, la segunda más populosa después de la de Bruselas. El área metropolitana comprende 1449 km².
Amberes está a orillas del río Escalda, vinculado al mar del Norte por el estuario del Escalda Occidental (Westerschelde). Se encuentra a 40 km al norte de Bruselas, y a unos 15 km al sur de la frontera con los Países Bajos. El puerto de Amberes es uno de los más grandes del mundo, el segundo de Europa y entre los 20 primeros a nivel mundial. La ciudad es también conocida por su industria del diamante y por el comercio.
A principios del Renacimiento la ciudad pertenecía a los Países Bajos Españoles. El siglo XV marcó el inicio del desarrollo económico de la ciudad, que se convirtió en uno de los centros comerciales más importantes del norte de Europa (a mediados del siglo XVI, los impuestos recaudados por la Corona española en el puerto de Amberes igualaban a los ingresos por las minas de plata de Potosí). Tanto económica como culturalmente Amberes fue durante mucho tiempo una ciudad importante, especialmente antes y durante la Furia Española (1576) y posteriormente a lo largo y después de la revuelta holandesa. Amberes también fue el lugar en que se habilitó el edificio de bolsa más antiguo del mundo, construido originalmente en 1531 y reconstruido en 1872. En Amberes también se editaron los primeros mapas impresos en planchas de cobre. El iniciador de este tipo de cartografía en 1570 fue Abraham Ortelius.
Los habitantes de Amberes son apodados Sinjoren (pronunciación en neerlandés: /sɪnˈjoːˌrən/), a partir del título honorífico español de señor o del francés seigneur, en referencia a los nobles españoles que gobernaron la ciudad en el siglo XVII. La ciudad fue sede de los Juegos Olímpicos de 1920.

## Historia

### Origen del nombre

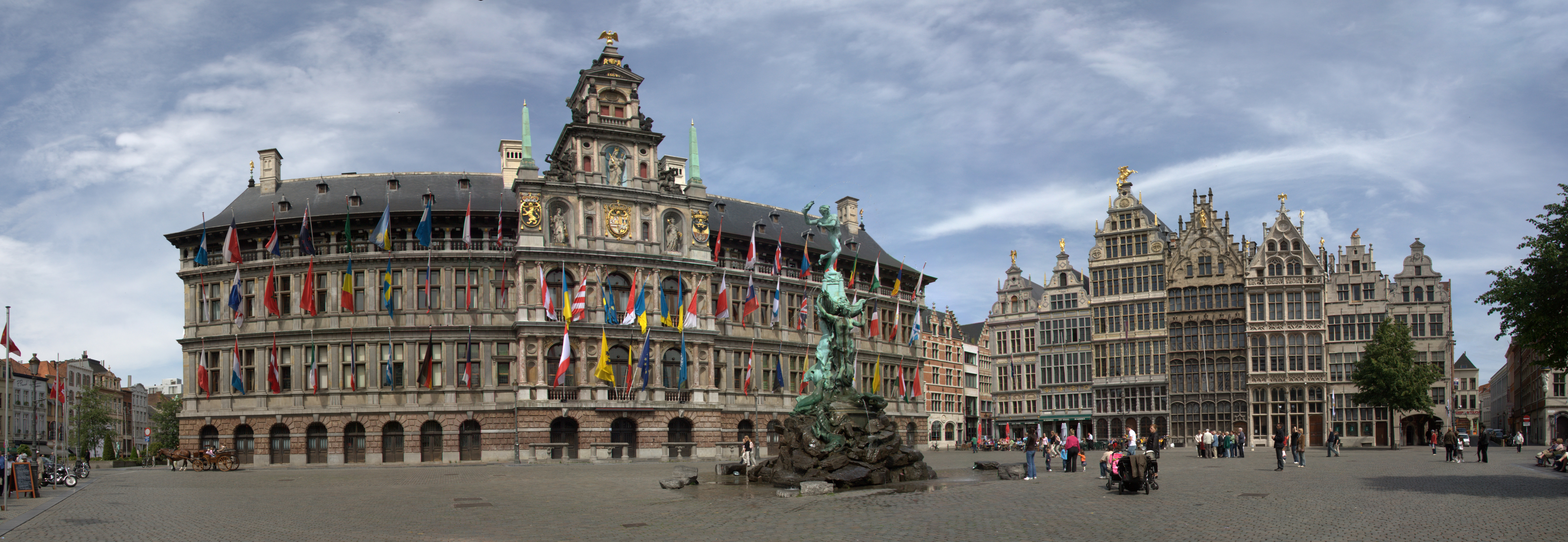
Plaza Mayor en Amberes con la estatua de Silvio Brabón.

Según el folklore, en particular celebrado por una estatua en frente del ayuntamiento en la plaza Mayor (Grote Markt), la ciudad habría sido nombrada por una leyenda sobre un gigante llamado Antigoon que vivía cerca del río Escalda. Cobraba un peaje a los barqueros que pasaban, y a los que se negasen a pagarlo, les cortaba una mano y la arrojaba al río. Finalmente el gigante fue asesinado por un joven héroe romano llamado Silvio Brabón (en latín Silvius Brabo), que cortó la mano del gigante y la arrojó al río. De ahí el nombre Antwerpen, del neerlandés hand werpen, que significa arrojar la mano.
Otra teoría sostenida desde hace mucho tiempo postula que el nombre se originó en el período galorromano y provendría del latín antverpia. Antverpia vendría de Ante (antes) Verpia (deposición, sedimentación), lo que indicaría el terreno que se formaría por deposición en el interior de la curva de un río (que en realidad es el mismo origen que el germánico waerpen). Es de notar que el río Escalda, antes de un período de transición entre 600 y 750, seguía un curso diferente, que debía haber coincidido con la actual circunvalación, situando la ciudad dentro de una curva del río. Sin embargo, muchos historiadores piensan que sería un gran asentamiento que se llamaría 'Antverpia', pero más como un puesto de avanzada en un cruce del río.
Sin embargo, John Lothrop Motley discute, junto con numerosos etimólogos neerlandeses e historiadores, que el nombre de Amberes deriva de "anda" (a) y "werpum" (muelle) para dar an 't werf (en el muelle, en el mismo sentido que el actual muelle). Aan 't werp (en la urdimbre) también sería posible. Esta "warp" ('terreno arrojado') sería una colina artificial o un depósito del río, lo suficientemente alto como para permanecer seco durante la marea alta, sobre el que se podría erigir una construcción que permanecería seca. Otra palabra para werp es pol (dique), y de aquí, polders (la tierra seca tras un dique, que no queda inundada por la marea). Alfred Michiels ha sugerido que las derivaciones basadas en hand werpen, Antverpia, "en el muelle", o "en la urdimbre", carecen de respaldo histórico en las antiguas ortografías recogidas del topónimo. Señala en cambio que en la Vida de San Eligio (Vita Eligii) de Dado del siglo VII, se registra la forma de Andoverpis. Michiels ve en ello un origen celta indicando a «aquellos que viven en ambas orillas».

### Anterior a 1500
La Amberes histórica supuestamente tuvo sus orígenes en un vicus galorromano. Las excavaciones llevadas a cabo en la sección más antigua cerca del Escalda, 1952-1961 (ref. Princeton), recuperaron fragmentos de cerámica y fragmentos de vidrio de mediados del siglo II y finales del siglo III. La primera mención de Amberes data del siglo IV,
en el que parece haber sido habitada por francos germánicos.
La Amberes merovingia fue evangelizada por san Amando en el siglo VII. A finales del siglo X, el Escalda se convirtió en el límite del Sacro Imperio Romano. Amberes se convirtió en un margraviato en 980, por el emperador germano Otón II, una provincia fronteriza frente al condado de Flandes.
En el siglo XI, el líder más conocido de la Primera Cruzada (1096-1099), Godofredo de Bouillon, fue originalmente margrave de Amberes, desde 1076 hasta su muerte en 1100, aunque más tarde fue también duque de Baja Lorena (1087-1100) y Defensor del Santo Sepulcro (1099-1100). En el siglo XII, Norberto de Xanten estableció una comunidad de sus canónigos premonstratenses en la abadía de San Miguel en Caloes. Amberes también fue el cuartel general de Eduardo III durante sus primeras negociaciones con Jacob van Artevelde, y su hijo Leonel, el duque de Clarence, nació allí en 1338.

### SigloXVI

Osias Beert the Elder, from Antwerp. Dishes with Oysters, Fruit, and Wine, c. 1620/1625

Después de la sedimentación del Zwin y la consiguiente disminución de Brujas, la ciudad de Amberes, entonces parte del ducado de Brabante, creció en importancia. A finales del siglo XV, las casas de comercio exterior fueron transferidas de Brujas a Amberes, y ya el edificio asignado a la nación inglesa se menciona específicamente en 1510. Amberes se convirtió en la capital azucarera de Europa, importando el producto bruto de las plantaciones portuguesas y españolas. La ciudad atrajo a refinadores de azúcar italianos y alemanes en 1550, que enviaban su producto refinado a Alemania, especialmente Colonia. Los prestamistas y financieros desarrollaron un gran negocio de préstamos en toda Europa, incluido al gobierno inglés en 1544-1574. Los banqueros de Londres eran demasiado pequeños para operar a esa escala, y Amberes tenía una bolsa altamente eficiente que atraía a los banqueros ricos de Europa. Después de la década de 1570, el negocio bancario de la ciudad declinó: Inglaterra terminó su endeudamiento con Amberes en 1574.
Fernand Braudel afirma que Amberes se convirtió en «el centro de toda la economía internacional, algo que Brujas nunca había alcanzado en su apogeo». Amberes era la ciudad más rica de Europa en ese momento. La Edad de Oro de Amberes está estrechamente vinculada a la Era de los descubrimientos. Durante la primera mitad del siglo XVI, Amberes se convirtió en la segunda ciudad europea más grande al norte de los Alpes. Muchos comerciantes extranjeros residían en la ciudad. Francesco Guicciardini, el enviado florentino, declaró que en un día pasaban cientos de barcos y que cada semana ingresaban en la ciudad 2000 carros. Los barcos portugueses cargados de pimienta y canela descargaban allí sus envíos. Según Luc-Normand Tellier «se estima que el puerto de Amberes estaba proporcionando a la corona española siete veces más ingresos que las Américas».

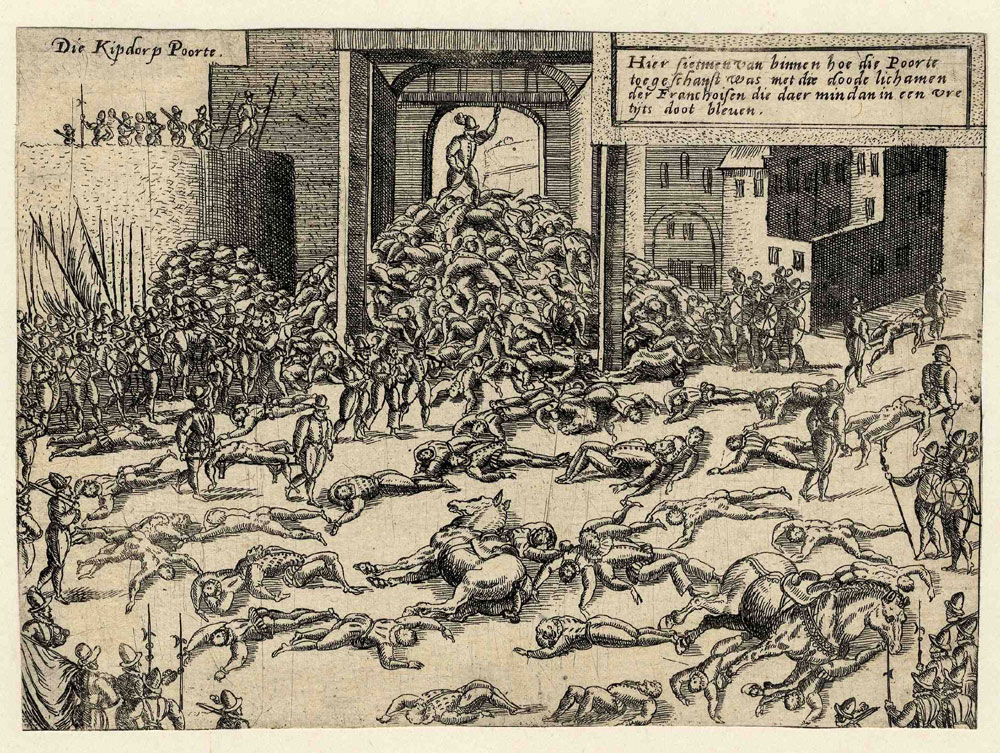
El saqueo de Amberes en 1576, en el que murieron 7000 personas.

Sin una flota mercante de larga distancia, la economía de Amberes estaba controlada por extranjeros, lo que hizo que la ciudad fuera muy cosmopolita, con mercaderes y comerciantes de Venecia, Ragusa, España y Portugal. Amberes tenía una política de tolerancia, lo que atrajo a una gran comunidad cripto-judía compuesta de inmigrantes de España y Portugal.
En 1504, los portugueses habían establecido Amberes como una de sus principales bases de embarques, trayendo especias de Asia y comercializándolas a cambio de textiles y productos metálicos. El comercio de la ciudad se expandió para incluir telas de Inglaterra, Italia y Alemania, vinos de Alemania, Francia y España, sal de Francia y trigo del Báltico. Los trabajadores calificados de la ciudad procesaban jabón, pescado, azúcar y especialmente telas. Los bancos ayudaron a financiar el comercio, a los comerciantes y a los fabricantes. La ciudad era un centro cosmopolita; su bolsa se abrió en 1531, «A los mercaderes de todas las naciones».
Amberes experimentó tres booms durante su edad de oro: el primero basado en el mercado de la pimienta, el segundo ligado a la plata de América procedente de Sevilla (que terminó con la quiebra de España en 1557) y el tercero, después del tratado de Estabilización de Cateau-Cambresis en 1559, basado en la industria textil. A principios del siglo XVI, Amberes representaba el 40 % del comercio mundial. Los ciclos de auge y caída y el costo inflacionario de la vida exprimieron a los trabajadores menos cualificados. En el período posterior a 1541, la economía y la población de la ciudad declinaron enormemente. Los mercaderes portugueses se fueron en 1549 y había mucho menos comercio de ropa inglesa. Se iniciaron numerosas quiebras financieras alrededor de 1557. Ámsterdam reemplazó a Amberes como el principal centro comercial de la región.

### Era de la Reforma

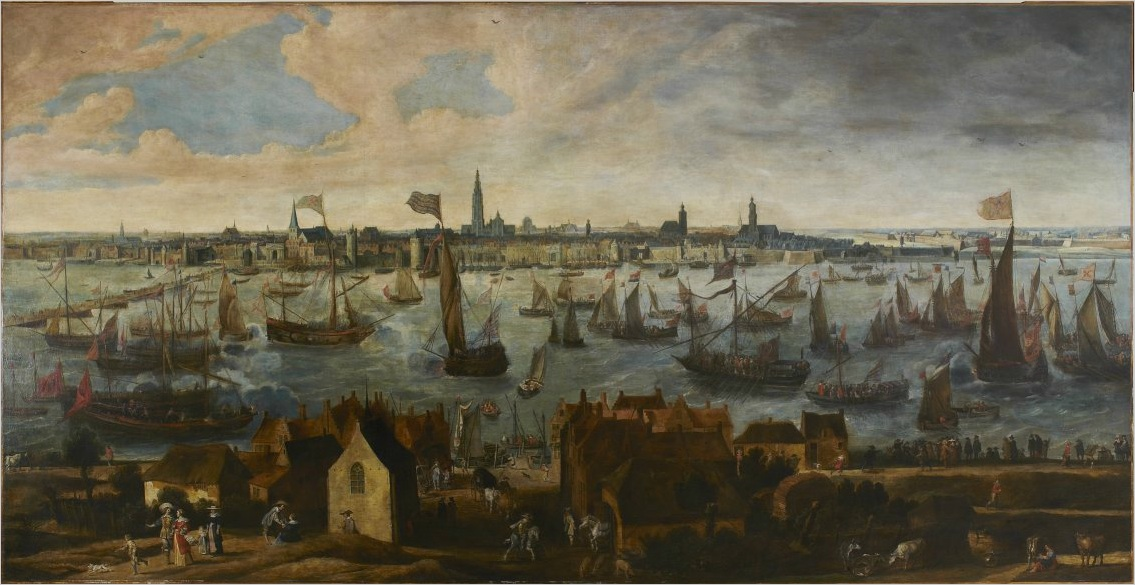
Vista del Muelle de Amberes desde el Vlaams Hoofd

La revolución religiosa de la Reforma protestante estalló con violentos disturbios en agosto de 1566, como en otras partes de los Países Bajos. La regente Margarita, duquesa de Parma, fue apartada cuando Felipe II envió al duque de Alba a la cabeza de un ejército el verano siguiente. Cuando estalló la guerra de los Ochenta Años en 1568, el tráfico comercial entre Amberes y el puerto español de Bilbao colapsó y se volvió imposible. El 4 de noviembre de 1576, los soldados españoles saquearon la ciudad durante la llamada Furia Española: 7000 ciudadanos fueron masacrados, 800 casas fueron incendiadas, y se causaron más de 2 millones de libras esterlinas de daños.

### Revuelta neerlandesa
Posteriormente, en 1579, la ciudad se unió a la Unión de Utrecht y se convirtió en la capital de la revuelta neerlandesa. En enero de 1583 sufrió un fracasado ataque por parte de tropas francesas. En 1585, Alejandro Farnesio, duque de Parma y Piacenza, capturó la ciudad después de un largo asedio y, como parte de los términos de entrega, concedió a sus ciudadanos protestantes dos años para resolver sus asuntos antes de abandonar la ciudad. La mayoría se fue a las Provincias Unidas en el norte, comenzando la Edad de Oro holandesa. La banca de Amberes fue controlada durante una generación por Génova, y Ámsterdam se convirtió en el nuevo centro comercial.

### SiglosXVIIyXIX

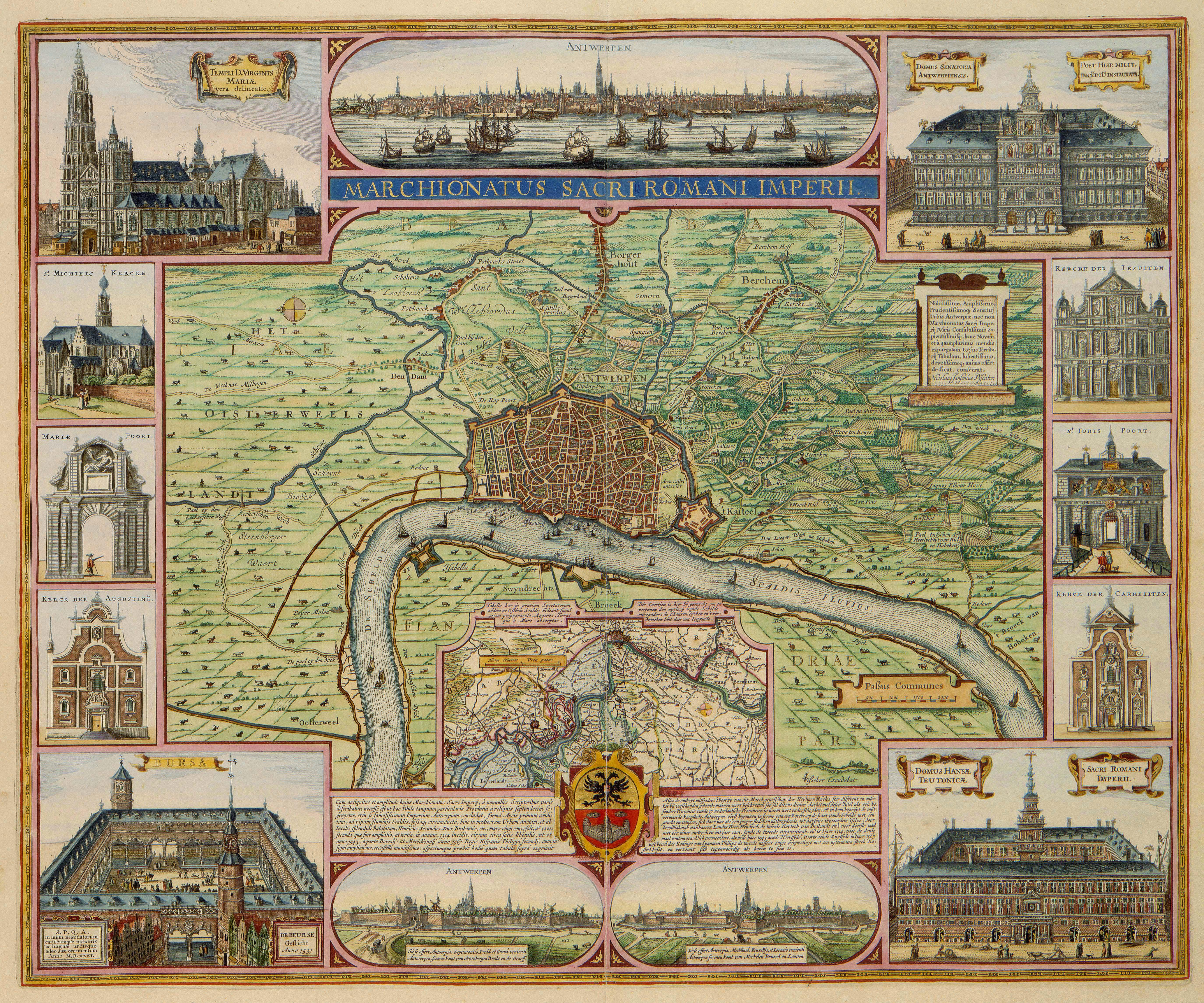
Mapa de Amberes (1624)

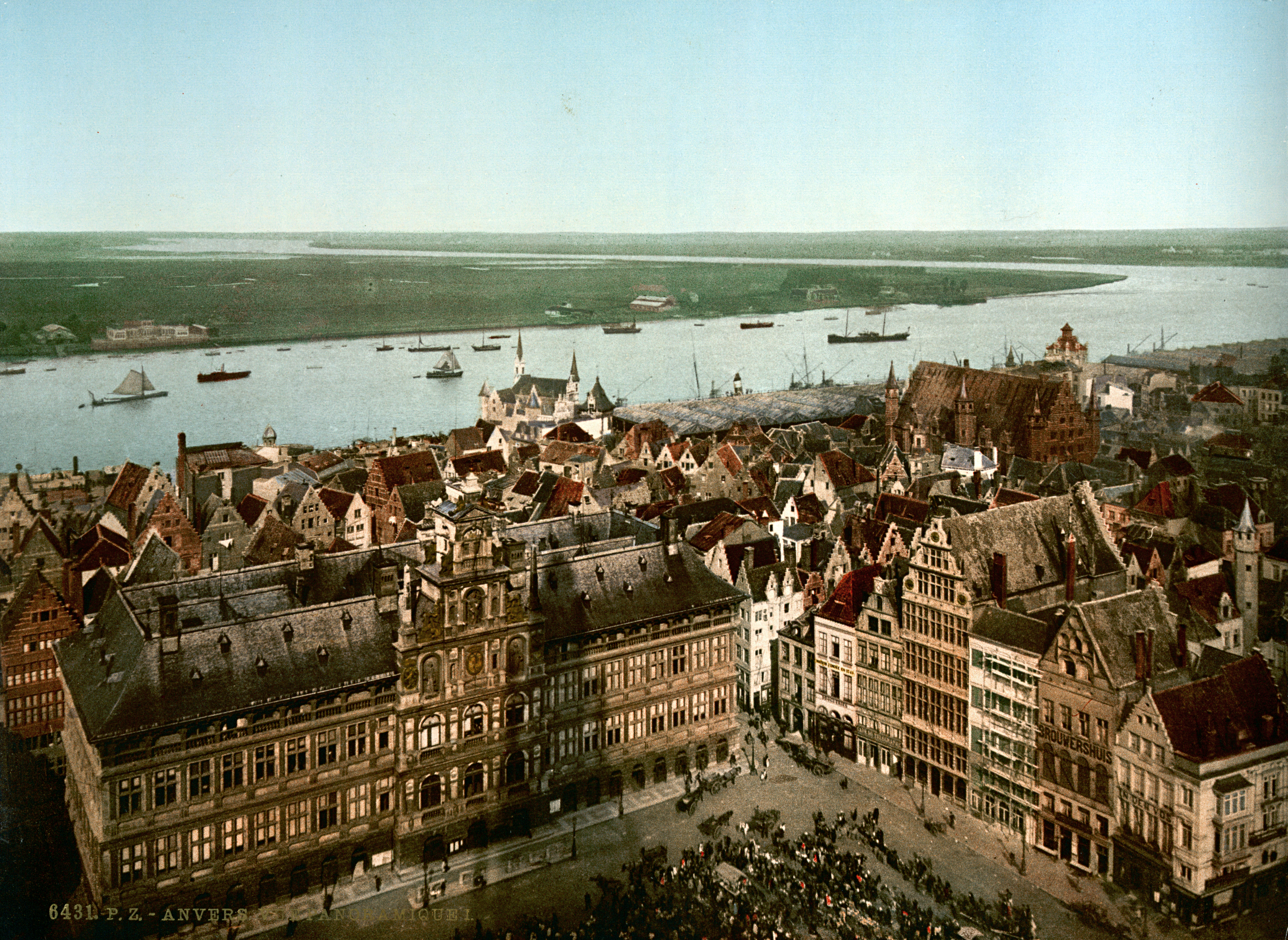
Amberes y el río Escalda, fotocromo ca. 1890-1900

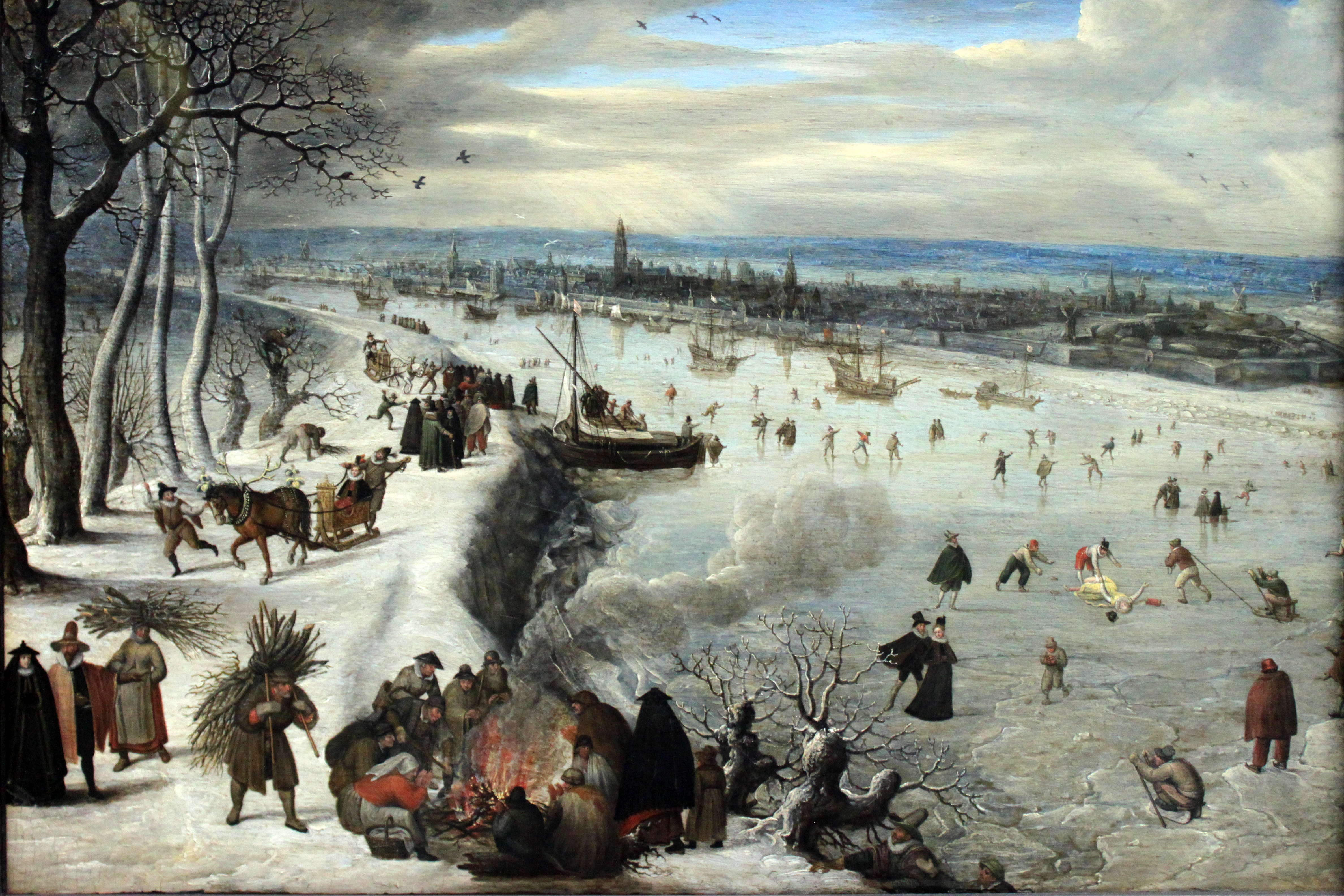
Vista de Amberes con el Escalda helado (1590). de Lucas van Valckenborch.

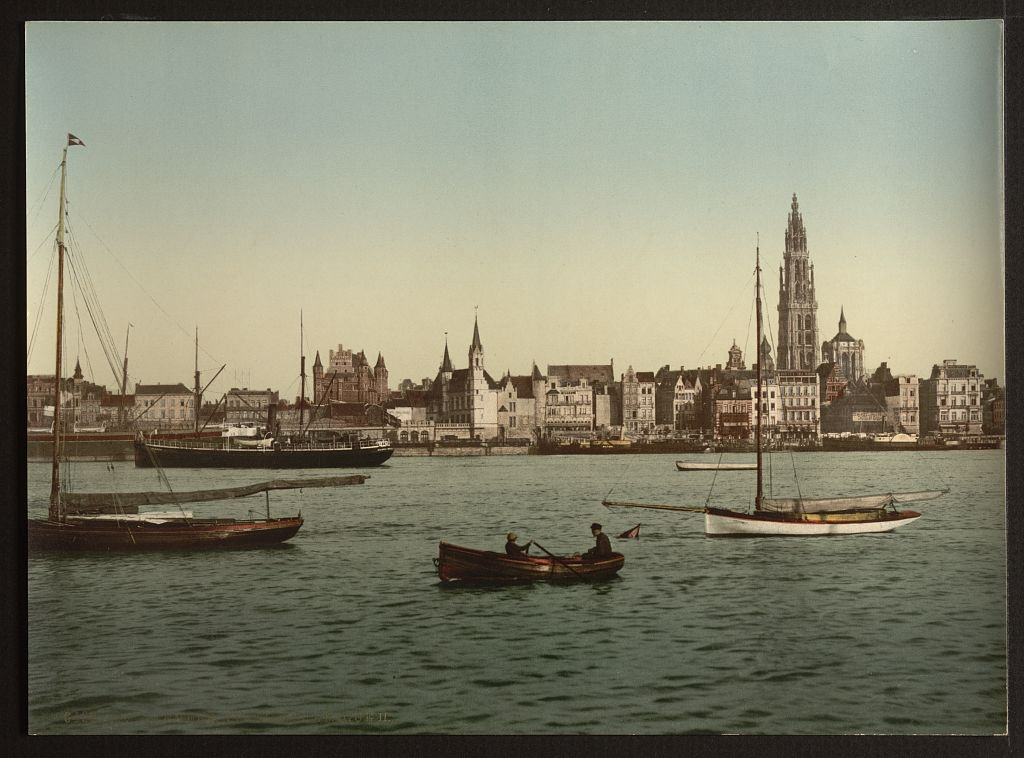
Amberes, desde la orilla izquierda del Escalda (c. 1890-1900)

El reconocimiento de la independencia de las Provincias Unidas por el Tratado de Münster en 1648 estipulaba que el Escalda debía cerrarse a la navegación, lo que destruyó las actividades comerciales de Amberes. Este impedimento permaneció vigente hasta 1863, aunque las disposiciones se relajaron durante el gobierno francés de 1795 al 4 de mayo de 1814, cuando capitulaba su último gobernador Lazare Carnot, y también durante el tiempo en el que Bélgica formó parte del Reino de los Países Bajos (1815 a 1830). Amberes había alcanzado el punto más bajo en su fortuna en 1800, y su población se había hundido a menos 40 000 habitantes, cuando Napoleón, al darse cuenta de su importancia estratégica, asignó fondos para ampliar el puerto mediante la construcción de un nuevo muelle (todavía llamado el muelle de Bonaparte), un acceso-esclusa y la profundización del Escalda para permitir que los barcos más grandes se acercaran al puerto. Napoleón esperaba que al hacer del puerto de Amberes el mejor de Europa pudiera contrarrestar el puerto de Londres y obstaculizar el crecimiento británico. Sin embargo, fue derrotado en la batalla de Waterloo antes de que pudiera ver el plan realizarse.
En 1830, la ciudad fue capturada por los insurgentes belgas, pero la ciudadela continuó en manos de una guarnición holandesa bajo el mando del general David Hendrik Chassé. Durante un tiempo, Chassé sometió a la ciudad a bombardeos periódicos que causaron mucho daño, y a fines de 1832 la ciudadela fue asediada por el Ejército del Norte francés comandado por el mariscal Gerard. Durante este ataque la ciudad quedó aún más dañada. El 23 de diciembre de 1832, Chassé hizo una rendición honorable, poniendo fin al asedio de Amberes.
Más tarde, en ese siglo, se construyó un anillo doble de fortalezas de Brialmont a unos 10 km desde el centro de la ciudad, ya que Amberes se consideraba vital para la supervivencia del joven estado belga. Y en la última década, Amberes se presentó al mundo a través de una Feria Mundial de Amberes a la que asistieron 3 millones de visitantes.

### SigloXX

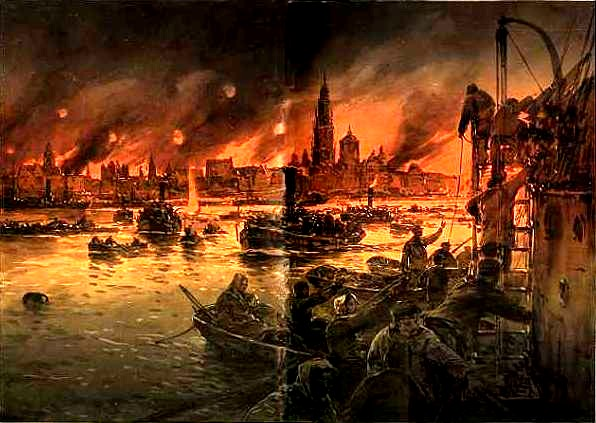
Resultados del bombardeo alemán de Amberes, octubre de 1914

Amberes fue la primera ciudad en ser sede del Campeonato Mundial de Gimnasia, en 1903. Durante la Primera Guerra Mundial, la ciudad se convirtió en el punto de repliegue del Ejército belga después de la derrota en Lieja. El asedio de Amberes duró once días, pero la ciudad fue tomada después de intensos combates por el ejército alemán, y los belgas se vieron obligados a retirarse hacia el oeste. Amberes permaneció bajo la ocupación alemana hasta el armisticio.
Amberes fue sede de los Juegos Olímpicos de verano de 1920. Durante la Segunda Guerra Mundial, la ciudad fue un importante objetivo estratégico debido a su puerto. Fue ocupada por Alemania en mayo de 1940 y liberada por la 11.ª División Blindada británica el 4 de septiembre de 1944. Después de esto, los alemanes intentaron destruir el puerto de Amberes, que fue utilizado por los Aliados para llevar nuevo material a tierra. Miles de cohetes Rheinbote, V-1 y V-2 fueron disparados (más V-2 que las utilizadas en todos los demás objetivos durante toda la guerra combinada), lo que causó graves daños a la ciudad pero no logró destruir el puerto debido a su poca precisión. Después de la guerra, Amberes, que ya tenía una considerable población judía antes de la guerra, se convirtió nuevamente en un importante centro europeo del judaísmo ortodoxo haredí (y especialmente jasídico).
Un plan de diez años para el puerto de Amberes (1956-1965) amplió y modernizó la infraestructura del puerto con fondos nacionales para construir un conjunto de esclusas en los canales. El principal objetivo era facilitar el crecimiento de la región metropolitana del noreste de Amberes, que atrajo a nuevas industrias basadas en una implementación flexible y estratégica del proyecto como una coproducción entre varias autoridades y partes privadas. El plan logró extender el diseño lineal a lo largo del río Escalda conectando nuevas comunidades de satélites a la franja principal.
A partir de la década de 1990, Amberes se renovó a sí misma como un centro de moda de clase mundial. Apoyando la vanguardia, trató de competir con Londres, Milán, Nueva York y París. Surgió del turismo organizado y de eventos los megaculturales.

## Clima
| Parámetros climáticos promedio de Amberes (normales 1991−2020, extremos 1949−presente) | Parámetros climáticos promedio de Amberes (normales 1991−2020, extremos 1949−presente) | Parámetros climáticos promedio de Amberes (normales 1991−2020, extremos 1949−presente) | Parámetros climáticos promedio de Amberes (normales 1991−2020, extremos 1949−presente) | Parámetros climáticos promedio de Amberes (normales 1991−2020, extremos 1949−presente) | Parámetros climáticos promedio de Amberes (normales 1991−2020, extremos 1949−presente) | Parámetros climáticos promedio de Amberes (normales 1991−2020, extremos 1949−presente) | Parámetros climáticos promedio de Amberes (normales 1991−2020, extremos 1949−presente) | Parámetros climáticos promedio de Amberes (normales 1991−2020, extremos 1949−presente) | Parámetros climáticos promedio de Amberes (normales 1991−2020, extremos 1949−presente) | Parámetros climáticos promedio de Amberes (normales 1991−2020, extremos 1949−presente) | Parámetros climáticos promedio de Amberes (normales 1991−2020, extremos 1949−presente) | Parámetros climáticos promedio de Amberes (normales 1991−2020, extremos 1949−presente) | Parámetros climáticos promedio de Amberes (normales 1991−2020, extremos 1949−presente) |
| Mes                                                                                    | Ene.                                                                                   | Feb.                                                                                   | Mar.                                                                                   | Abr.                                                                                   | May.                                                                                   | Jun.                                                                                   | Jul.                                                                                   | Ago.                                                                                   | Sep.                                                                                   | Oct.                                                                                   | Nov.                                                                                   | Dic.                                                                                   | Anual                                                                                  |
| -------------------------------------------------------------------------------------- | -------------------------------------------------------------------------------------- | -------------------------------------------------------------------------------------- | -------------------------------------------------------------------------------------- | -------------------------------------------------------------------------------------- | -------------------------------------------------------------------------------------- | -------------------------------------------------------------------------------------- | -------------------------------------------------------------------------------------- | -------------------------------------------------------------------------------------- | -------------------------------------------------------------------------------------- | -------------------------------------------------------------------------------------- | -------------------------------------------------------------------------------------- | -------------------------------------------------------------------------------------- | -------------------------------------------------------------------------------------- |
| Temp. máx. abs. (°C)                                                                   | 15.6                                                                                   | 19.3                                                                                   | 24.6                                                                                   | 28.7                                                                                   | 32.9                                                                                   | 34.5                                                                                   | 40.4                                                                                   | 36.1                                                                                   | 35.0                                                                                   | 26.2                                                                                   | 20.3                                                                                   | 17.2                                                                                   | 40.4                                                                                   |
| Temp. máx. media (°C)                                                                  | 6.8                                                                                    | 7.7                                                                                    | 11.2                                                                                   | 15.3                                                                                   | 18.9                                                                                   | 21.6                                                                                   | 23.6                                                                                   | 23.6                                                                                   | 20.1                                                                                   | 15.4                                                                                   | 10.5                                                                                   | 7.2                                                                                    | 15.2                                                                                   |
| Temp. media (°C)                                                                       | 4.0                                                                                    | 4.4                                                                                    | 7.1                                                                                    | 10.3                                                                                   | 14.0                                                                                   | 16.9                                                                                   | 18.9                                                                                   | 18.6                                                                                   | 15.5                                                                                   | 11.5                                                                                   | 7.4                                                                                    | 4.6                                                                                    | 11.1                                                                                   |
| Temp. mín. media (°C)                                                                  | 1.3                                                                                    | 1.2                                                                                    | 3.0                                                                                    | 5.2                                                                                    | 9.1                                                                                    | 12.2                                                                                   | 14.2                                                                                   | 13.7                                                                                   | 10.8                                                                                   | 7.6                                                                                    | 4.4                                                                                    | 2.0                                                                                    | 7.1                                                                                    |
| Temp. mín. abs. (°C)                                                                   | -18.5                                                                                  | -18.1                                                                                  | -10.8                                                                                  | -4.9                                                                                   | -2.6                                                                                   | 1.7                                                                                    | 5.0                                                                                    | 4.6                                                                                    | 1.1                                                                                    | -6.1                                                                                   | -9.5                                                                                   | -16.1                                                                                  | -18.5                                                                                  |
| Precipitación total (mm)                                                               | 70.0                                                                                   | 62.8                                                                                   | 54.2                                                                                   | 43.1                                                                                   | 59.8                                                                                   | 76.9                                                                                   | 82.3                                                                                   | 84.0                                                                                   | 75.6                                                                                   | 72.6                                                                                   | 80.7                                                                                   | 90.9                                                                                   | 852.9                                                                                  |
| Días de precipitaciones (≥ 1.0 mm)                                                     | 12.6                                                                                   | 11.6                                                                                   | 10.5                                                                                   | 8.8                                                                                    | 9.8                                                                                    | 10.2                                                                                   | 10.5                                                                                   | 10.8                                                                                   | 10.1                                                                                   | 11.1                                                                                   | 12.9                                                                                   | 14.1                                                                                   | 132.8                                                                                  |
| Horas de sol                                                                           | 62                                                                                     | 78                                                                                     | 136                                                                                    | 192                                                                                    | 221                                                                                    | 220                                                                                    | 225                                                                                    | 212                                                                                    | 164                                                                                    | 117                                                                                    | 66                                                                                     | 51                                                                                     | 1743                                                                                   |
| Fuente n.º 1: Royal Meteorological Institute                                           |                                                                                        |                                                                                        |                                                                                        |                                                                                        |                                                                                        |                                                                                        |                                                                                        |                                                                                        |                                                                                        |                                                                                        |                                                                                        |                                                                                        |                                                                                        |
| Fuente n.º 2: climaintoscana (extremos)                                                |                                                                                        |                                                                                        |                                                                                        |                                                                                        |                                                                                        |                                                                                        |                                                                                        |                                                                                        |                                                                                        |                                                                                        |                                                                                        |                                                                                        |                                                                                        |

## Demografía

### Evolución
Todos los datos históricos relativos al actual municipio, el siguiente gráfico refleja su evolución demográfica, incluyendo municipios después de efectuada la fusión el 1 de enero de 1983.
| Gráfica de evolución demográfica de Amberes entre 1846 y 2020 |
|                                                               |

## Educación
|  | Universidad            | Fundación | Acrónimo | Tipo                                     |
|  | ---------------------- | --------- | -------- | ---------------------------------------- |
|  | Universidad de Amberes | 2003      | UA       | Universidad pública de habla neerlandesa |

## Economía

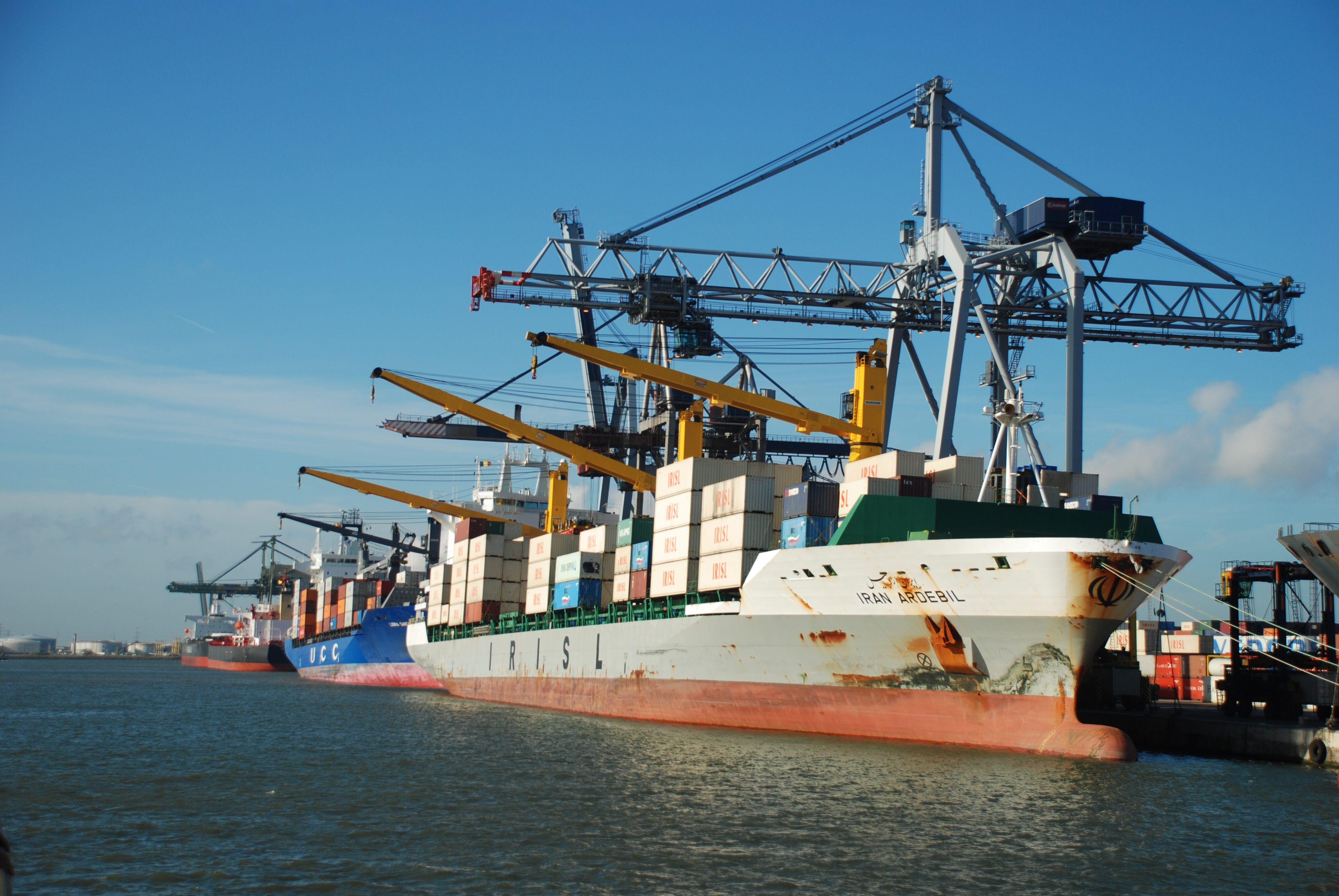
El Puerto de Amberes.

Amberes es un importante centro en el tallado de diamantes, actividad concentrada en el Barrio de los Diamantes.
Su puerto, con cerca de cincuenta kilómetros de muelles, es uno de los más importantes del continente europeo y es una plataforma de direccionamiento de las mercaderías tanto de exportación como de importación para Bélgica y otros países.
El puerto ha crecido por su ubicación estratégica en el norte de Europa y por sus costos competitivos en relación con los otros puertos importantes de esta zona, debido al análisis realizado por los usuarios desde el punto de vista CIF (Cost, Insurance and Freight).

## Transportes
Amberes es una ciudad relativamente pequeña. Es posible recorrer sus principales atractivos a pie. No obstante, la ciudad cuenta con diferentes sistemas de transporte:
- Bicicleta: Está el sistema Velo, de propiedad municipal. Son de color rojo y están disponibles por toda la ciudad, estando pensadas principalmente para trayectos cortos. Existen otros sistemas de alquiler de bicicletas de carácter privado como son Fieshaven, Freewieler, Ligfiets o Cyclant. También hay un servicio de ciclotaxi provisto por Bluesky.
- Transporte público: El sistema de transporte peatonal es provisto por la empresa de transportes flamenca De Lijn. Abarca los servicios de Buses y Tranvía (Tram), funcionando ambos como un único sistema integrado. La forma más simple de usarlos es adquiriendo una tarjeta de viajes Lijnkaart, que funciona como un bono para 10 viajes de corta distancia.
- Taxi: Existen varias paradas de taxi alrededor de la ciudad. Están marcadas con una señal de color naranja.
- Automóvil: Amberes es una ciudad donde el tráfico automovilístico es bastante importante. Considere que en el núcleo urbano y en la zona de Linkeroever existe una delimitación de bajas emisiones, impidiendo el acceso de vehículos contaminantes. En el centro de la ciudad, muchas calles son absolutamente peatonales y las plazas de estacionamiento son limitadas.
- Aeropuerto: La ciudad cuenta con su propio aeropuerto. Sirve principalmente rutas domésticas.

|  | Aeropuerto                   | Código IATA | Código OACI |
|  | ---------------------------- | ----------- | ----------- |
|  | Aeropuerto de Amberes-Deurne | ANR         | EBAW        |

## Deportes
La ciudad ha sido sede de los Juegos Olímpicos de 1920, de la Eurocopa 1972 o del Campeonato Mundial de Gimnasia Artística de 2013, en el que los grandes triunfadores fueron el japonés Kohei Uchimura y la estadounidense Simone Biles.
| Equipo                      | Deporte    | Competición                    | Estadio                     | Creación |
| --------------------------- | ---------- | ------------------------------ | --------------------------- | -------- |
| K Beerschot VA              | Fútbol     | Primera División de Bélgica    | Estadio Olímpico de Amberes | 1920     |
| Royal Antwerp Football Club | Fútbol     | Primera División de Bélgica    | Bosuilstadion               | 1923     |
| Racing Basket Antwerp       | Baloncesto | EuroMillions Basketball League | Lotto Arena                 | 1940     |

## Cultura
| Torneo de tenis Proximus Diamond Games     |
| Carrera ciclista Gran Premio del 1 de mayo |

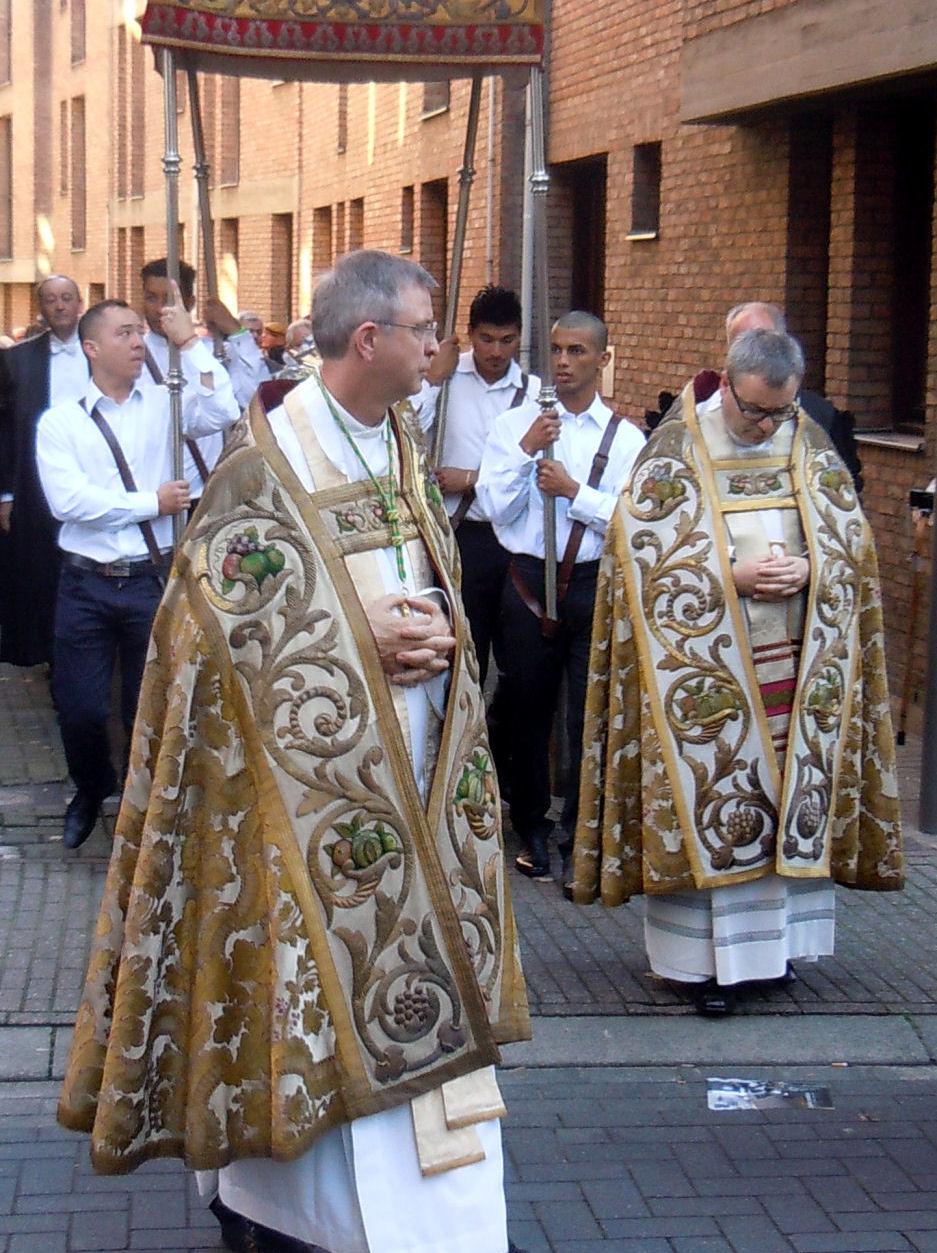
Mgr. bonny, obispo de Amberes durante una procesión

Es la ciudad donde Pedro Pablo Rubens desarrolló gran parte de su formación y trabajo, y donde vivió los últimos años de su vida. El artista se ha convertido en símbolo de la ciudad, es fácil encontrar en calles y plazas estatuas y referencias a él. La catedral alberga tres de sus obras y otras notorias se pueden encontrar en el museo conocido como Casa de Rubens.
- Real Museo de Bellas Artes de Amberes

En lo referente a vida nocturna, Amberes es una ciudad muy animada dado que es una de las ciudades universitarias más importantes del país. El centro está repleto de tabernas donde se puede degustar, entre otras muchas, la cerveza propia de la ciudad, De Koninck.
También, junto a la catedral en la calle que la bordea por la izquierda se ubica la taberna más antigua de la ciudad que ofrece una carta de cervezas con más de 150 variedades diferentes.
Otra visita interesante es la zona portuaria próxima al centro histórico donde se pueden ver distintos tipos de embarcaciones tanto de transporte como de recreo, en una exposición libre situada en antiguos almacenes.
La iglesia de Santiago (Sint Jakobskerk) es otro de los monumentos a visitar, ya que Amberes era una de las etapas importantes en el Camino de Santiago desde los Países Bajos.
Museo MAS (Museum aan de Stroom) inaugurado en el año 2010, frente al río Escalda, se impone en el paisaje. Su arquitectura mantiene la tradición ladrillera de las fachadas de la ciudad, incorporando enormes paneles vidriados ondulantes a modo de olas. Son de destacar los apliques de «manos» (símbolo de Amberes) sobre el muro de ladrillos.
Museo de Arte Contemporáneo MHKA (Museum van Hedendaagse Kunst Antwerpen). Las obras originales exhibidas, hacen de él un paseo imperdible.
Para los amantes de la arquitectura, es recomendable recorrer la zona residencial del barrio Zurenborg - en Cogel Osylei- con más de ciento setenta edificios catalogados por su historia y arquitectura (1890-1906), donde conviven espléndidas residencias estilo art nouveau junto a obras de estilo bizantino, renacentista flamenco y morisco.
Todos los domingos por la mañana, en la Plaza Mayor (Grote Markt) y a los pies de la estatua de la fuente del Brabo, se monta el mercado de las flores.
En Mechelen, se encuentra la escuela de artes y oficios IKA (Instituut voor Kunst) en Ambacht. Fundada en 1959 por la comunidad flamenca para recuperar las técnicas de oficios en peligro de desaparición, como lo es el arte del trabajo en vidrio, cerámica, joyería, de diseño de alta calidad.
La estación de tren (1895), el zoológico (1843) y los locales comerciales de venta de diamantes, pueden visitarse en un solo recorrido, complementándose con el nuevo barrio edificado sobre el contra-frente de la ampliada Central ferroviaria, espacio de arte urbano y complejo de oficinas.

### Edificios y monumentos destacados

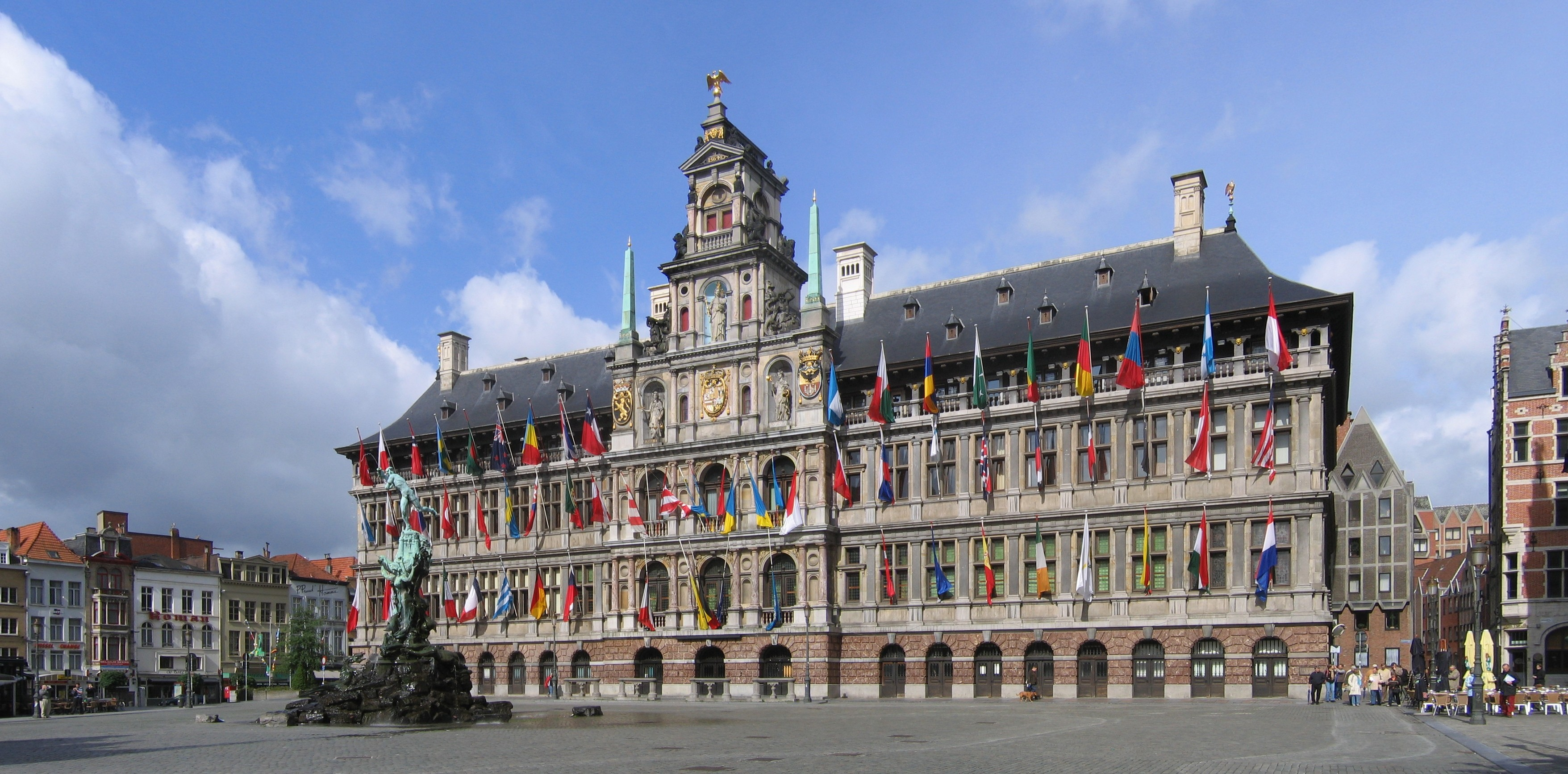
Ayuntamiento de Amberes en la Grote Markt (plaza Principal).

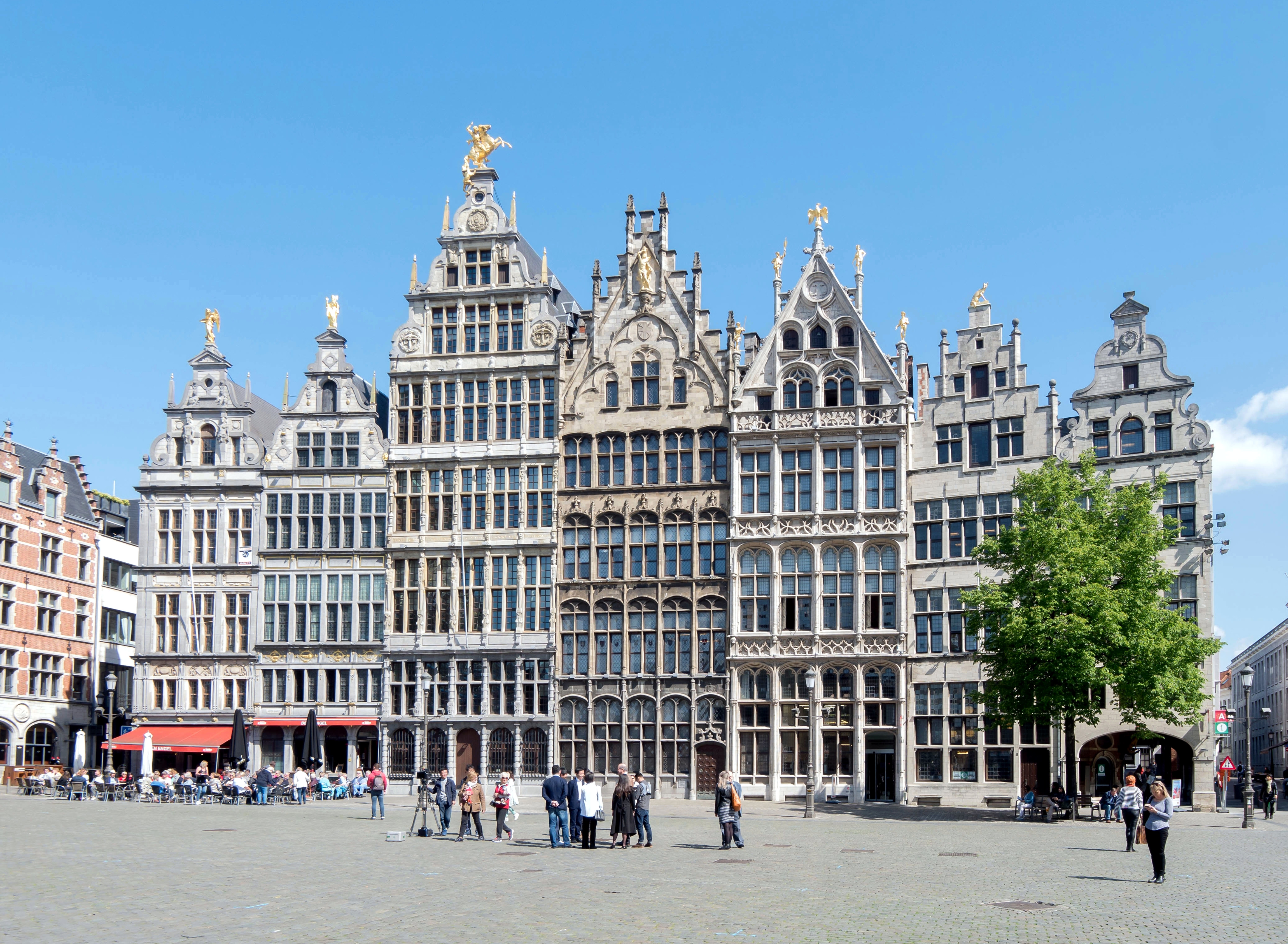
Casas gremiales del en la Grote Markt.

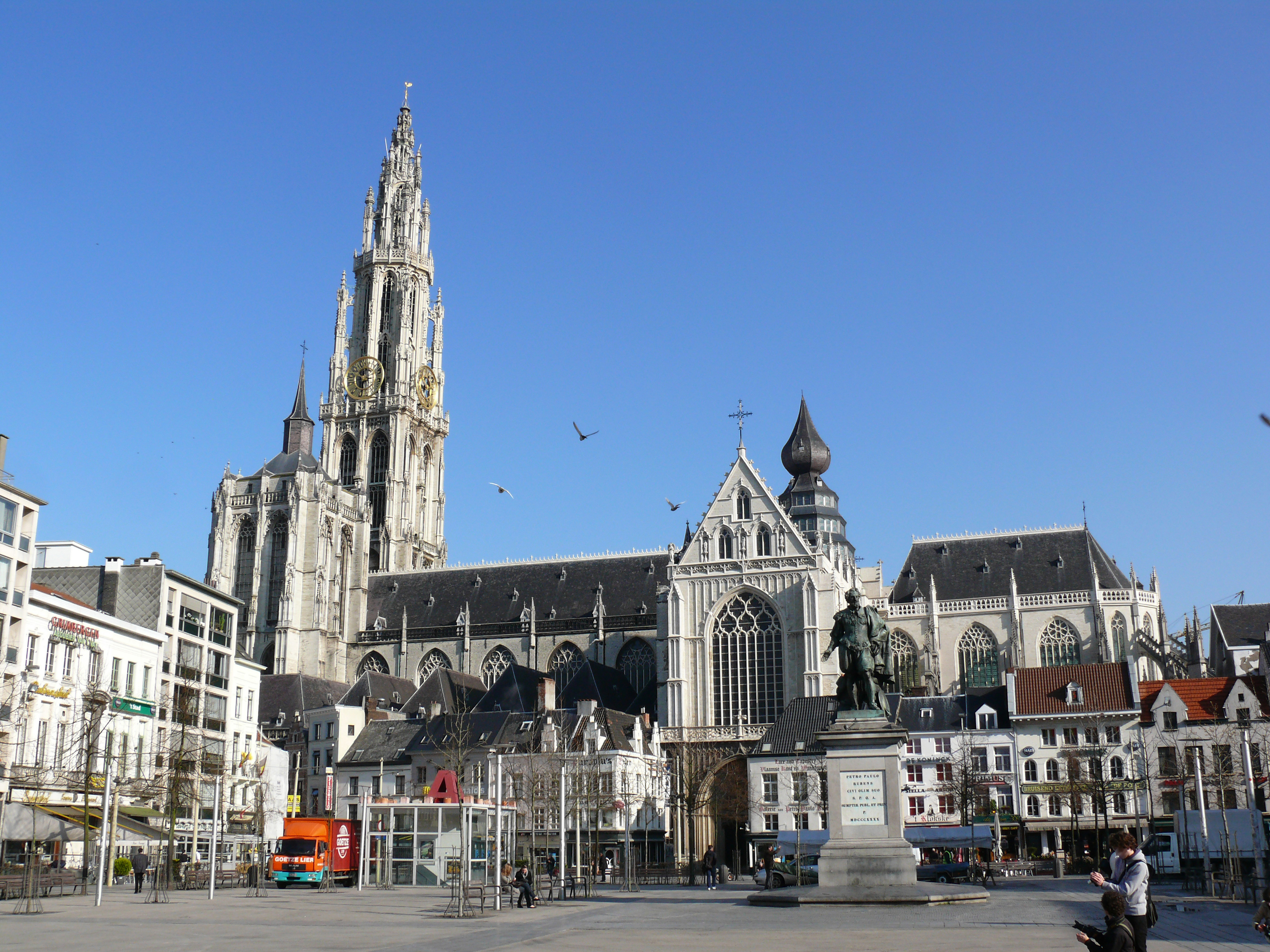
La catedral de Nuestra Señora), aquí vista desde Groenplaats, es la catedral más alta de los Países Bajos. Sigue siendo el edificio más alto de la ciudad y alberga varios trípticos del pintor Rubens.

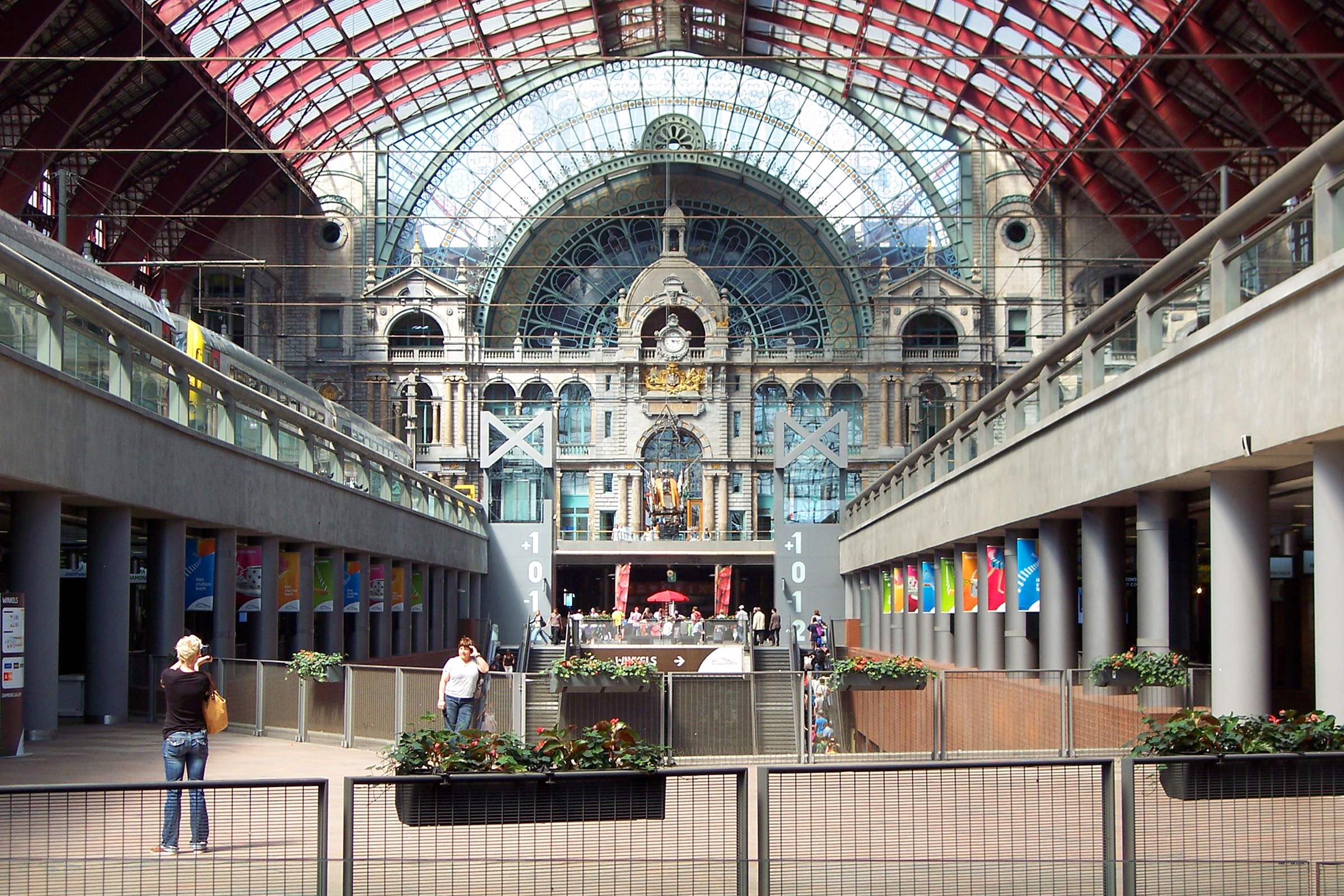
La estación Mayor de Amberes.

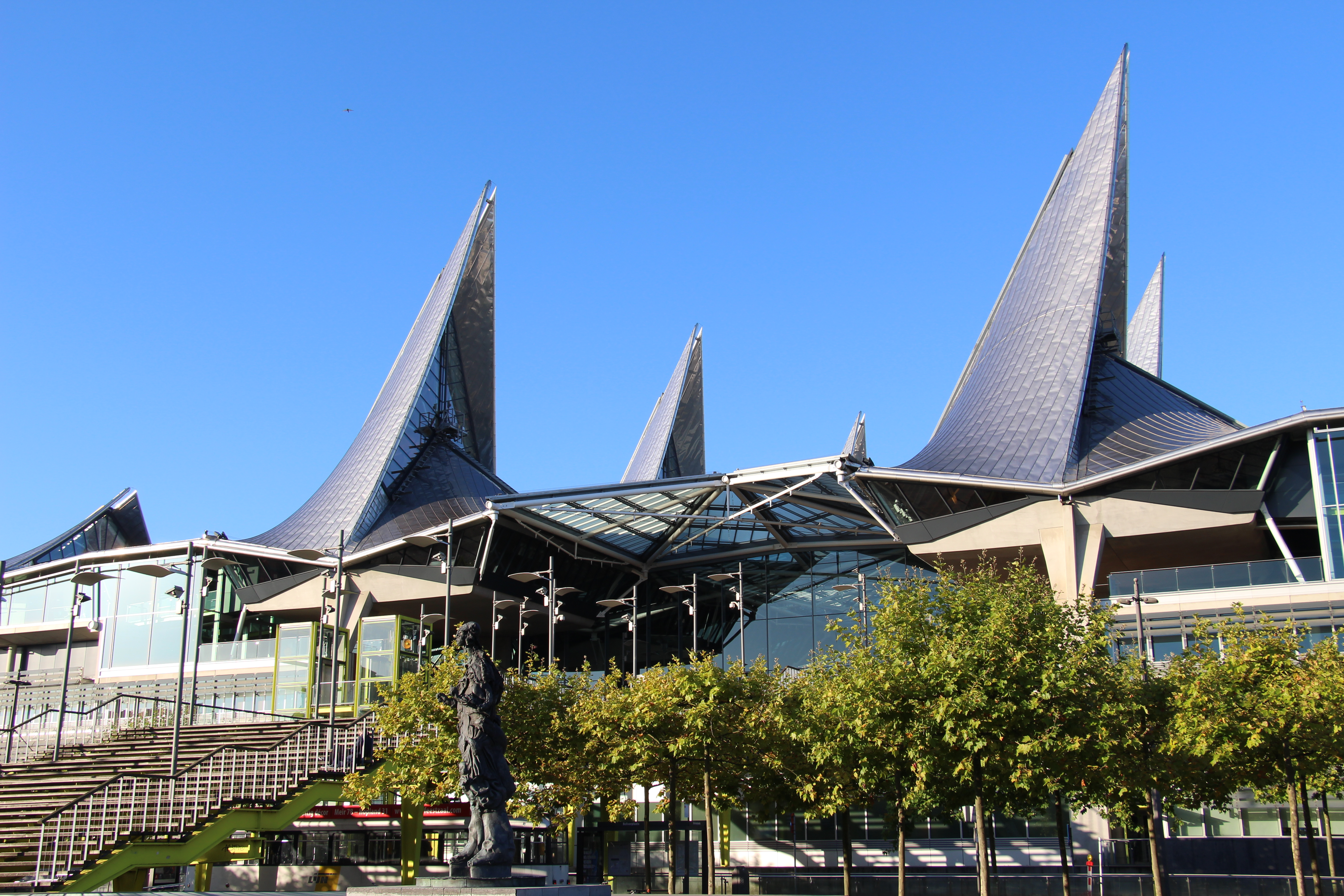
Palacio de Justicia de Amberes.

En el siglo XVI, Amberes se destacó por la riqueza de sus ciudadanos ("Antwerpia nummis"). Las casas de estos ricos comerciantes y fabricantes se han conservado en toda la ciudad. Sin embargo, en 1891, un incendio en los barrios septentrionales destruyó muchos edificios antiguos, tal como la sede de la Liga Hanseática. Durante la Segunda Guerra Mundial, la ciudad también sufrió daños considerables por las bombas V, y en los últimos años, otros edificios destacados fueron demolidos para nuevos desarrollos.
- Zoo de Amberes, que abrió sus puertas en 1843 y es uno de los más antiguos del mundo.
- Ayuntamiento de Amberes, data de 1565 y está construido principalmente en estilo renacentista.
- Estación central de Amberes es una estación ferroviaria diseñada por Louis Delacenserie que se completó en 1905.
- Catedral de Nuestra Señora, iniciada en el siglo XIV y terminada en 1518. La iglesia tiene cuatro obras de Rubens. "El descenso de la cruz", "La elevación de la cruz", "La resurrección de Cristo" y "La Asunción".[19]
- Iglesia de Santiago, está más ornamentada que la catedral. Contiene una gran cantidad de famosos enterramientos nobles, entre ellos una parte importante de la familia de Rubens.
- Iglesia de San Pablo tiene un hermoso interior barroco. Está a unos pocos cientos de metros al norte de la Grote Markt.
- Iglesia de San Andrés
- Iglesia de San Carlos Borromeo
- Museo Vleeshuis (Butchers' Hall) es un elegante edificio gótico construido en ladrillo, ubicado a poca distancia del noroeste de Grote Markt. Es un bonito edificio gótico de ladrillo, situado a poca distancia del noroeste de Grote Markt.
- Museo Plantin-Moretus conserva la casa del impresor Christoffel Plantijn y de su sucesor Jan Moretus
- Iglesia de San Bonifacio es una iglesia anglicana y sede principal del archidecanato del noroeste de Europa
- Boerentoren (Torre de los agricultores) o Torre KBC, un edificio de 26 pisos construido en 1932, es el rascacielos más antiguo de Europa.[35] Es el edificio más alto de Amberes y la segunda estructura más alta después de la Catedral de nuestra Señora. El edificio fue diseñado por Emiel van Averbeke, R. Van Hoenacker y Jos Smolderen.[36]
- Museo Real de Bellas Artes
- Rubenshuis ies el antiguo hogar y estudio de Peter Paul Rubens (1577-1640) en Amberes. Ahora es un museo.
- Rockox House es la antigua residencia del siglo XVII de Nicolaas II Rockox, señor alcalde de Amberes.
- Bolsa de Amberes. El edificio actual fue construido en 1872.
- Tribunales de justicia, diseñados por Richard Rogers Partnership, Arup y VK Studio, e inaugurados por el rey Alberto II, en abril de 2006.[cita requerida] Este edificio es la antítesis del edificio pesado y oscuro Palacio de Justicia de Bruselas, diseñado por Joseph Poelaert, que domina el horizonte de la capital. Las salas de los tribunales se sitúan en la parte superior de los seis dedos que radian desde un hall central y que están rematadas por espiras, que proporcionan luz norte y se asemejan a las oast houses o a las velas de las barcazas en el cercano río Escalda. Se construyó en el sitio de la antigua estación Zuid ("Sur"), al final de una magnífica perspectiva de 1,5 km en el extremo sur de Amerikalei. La carretera desaparece en un túnel bajo el oval Bolivarplaats para unirse a la vía de circunvalación. Esto deja una superficie tranquila accesible solo a pie, en bicicleta o en tranvía (ruta 12). La "vela" más alta del edificio tiene 51 m de altura, tiene una superficie de 77 000 m², y costó €130 millones.
- Zurenborg, un barrio de finales del siglo XIX, de la Belle Époque, en la frontera de Amberes y Berchem, con muchos elementos arquitectónicos de estilo Art Nouveau. El área se considera como una de las más originales áreas de expansión urbana Belle Époque en Europa.
- Museum aan de Stroom
- Den Botaniek o Jardín Botánico de Amberes, creado en 1825. Ubicado en el centro de la ciudad, en Leopoldstraat, cubre un área de casi 1 hectárea.
- Harmonium Art museuM, un museo sobre armonios en Klein-Willebroek.

### Sostenibilidad y curiosidades
En Amberes la sostenibilidad es una forma de vida. El gobierno clasifica los inmuebles por su nivel de ahorro energético, confecciona un mapa geofísico que es utilizado para su control, para el del ciudadano y también para las valuaciones del mercado inmobiliario. El trazado urbano divide la zona de viviendas unifamiliares y multifamiliares de hasta tres pisos sin ascensor, diferenciadas de la zona de edificios en altura, y de los grandes espacios verdes de parques y plazas. Las edificaciones contemplan la incorporación de aislamientos de sus doble muros, carpinterías, y cubiertas. La instalación de paneles fotovoltaicos y terrazas verdes con gramíneas es una tendencia cada vez más frecuente en las construcciones, tanto por su beneficioso ahorro energético como por la desgravación impositiva con la que se ven favorecidos los propietarios. El ciudadano que desee incorporar alguno de los sistemas o materiales para mejorar su vivienda, puede visitar una casa especialmente acondicionada para el público, donde asesorarán profesionales sobre las nuevas tecnologías disponibles.
En el año 2012, el 93 % de la basura se reciclaba. En algunas zonas existen espacios destinados a depositar todo aquello que ya no se utiliza: desde muebles, electrodomésticos, metales, aceites y lubricantes, hasta el pasto recién cortado. Cada elemento se descarga en grandes volquetes y la organización está a cargo de un empleado público. Respecto a la donación de ropa en desuso, se deposita en volquetes con tapas rebatibles distribuidos en las calles de la ciudad. La contaminación visual también está controlada. En época de elecciones, cada partido político dispone de su propio módulo para pegar sus carteles, ubicados en esquinas, plazoletas o plazas, sin interceptar el espacio público ni el privado. La regulación para la contaminación auditiva también está prevista, prohibiendo la emisión de ruidos molestos.

## Ciudades hermanadas
Amberes está hermanada con las siguientes ciudades:
- Barcelona
- Ciudad del Cabo
- Haifa
- Ludwigshafen
- Mulhouse
- Paramaribo
- San Petersburgo
- Shanghái

## Sucesión
| Predecesor: Estocolmo   | Ciudad Olímpica 1920               | Sucesor: París    |
| Predecesor: Madrid      | Capital Europea de la Cultura 1993 | Sucesor: Lisboa   |
| Predecesor: Nueva Delhi | Capital Mundial del Libro 2004     | Sucesor: Montreal |